# Helmut Kahl
Helmut Kahl   (Berlín, 17 de febrer de 1901 - Osann-Monzel, 23 de gener de 1974) va ser un pentatleta modern alemany que va competir durant la dècada de 1920.
El 1928 va prendre part en els Jocs Olímpics d'Amsterdam. En ells disputa la competició del pentatló modern, en què guanyà la medalla de bronze. Kahl va ser el primer esportista no suec en guanyar una medalla en aquesta competició des que va debutar en el programa olímpic el 1912.